# Ла-Грейндж (Кентуккі)
Ла-Грейндж (англ. La Grange) — місто (англ. city) в США, в окрузі Олдем штату Кентуккі. Населення — 10 067 осіб (2020).

## Географія
Ла-Грейндж розташована за координатами 38°23′56″ пн. ш. 85°22′32″ зх. д. / 38.39889° пн. ш. 85.37556° зх. д. (38.398990, -85.375467).  За даними Бюро перепису населення США в 2010 році місто мало площу 18,50 км², з яких 18,29 км² — суходіл та 0,22 км² — водойми.
Незвичайною особливістю міста Ла-Грейндж є центральна вулиця, посередині якої пролягає залізниця з інтенсивним рухом.

## Демографія
Згідно з переписом 2010 року, у місті мешкали 8082 особи в 2964 домогосподарствах у складі 2087 родин. Густота населення становила 437 осіб/км².  Було 3189 помешкань (172/км²).
Расовий склад населення:
| - 87,3 % — білих - 4,7 % — чорних або афроамериканців - 0,6 % — азіатів - 0,3 % — корінних американців - 0,2 % — вихідців з тихоокеанських островів - 4,6 % — осіб інших рас |

До двох чи більше рас належало 2,3 %. Частка іспаномовних становила 8,9 % від усіх жителів.
За віковим діапазоном населення розподілялося таким чином: 29,8 % — особи молодші 18 років, 58,5 % — особи у віці 18—64 років, 11,7 % — особи у віці 65 років та старші. Медіана віку мешканця становила 33,8 року. На 100 осіб жіночої статі у місті припадало 92,7 чоловіків;  на 100 жінок у віці від 18 років та старших — 86,6 чоловіків також старших 18 років.
Середній дохід на одне домашнє господарство  становив 59 707 доларів США (медіана — 54 696), а середній дохід на одну сім'ю — 67 903 долари (медіана — 62 481). Медіана доходів становила 45 578 доларів для чоловіків та 40 669 доларів для жінок. За межею бідності перебувало 19,6 % осіб, у тому числі 30,1 % дітей у віці до 18 років та 15,9 % осіб у віці 65 років та старших.
Цивільне працевлаштоване населення становило 3794 особи. Основні галузі зайнятості: освіта, охорона здоров'я та соціальна допомога — 21,3 %, мистецтво, розваги та відпочинок — 19,2 %, виробництво — 11,1 %, роздрібна торгівля — 10,8 %.